# Ann Corcoran
Pour les articles homonymes, voir Corcoran.
 (novembre 2023).
Ann Corcoran est une militante anti-immigration américaine.
En 2007, elle fonde le blog Refugee Resettlement Watch, critiquant le programme de réinstallation des réfugiés aux États-Unis et s'opposant à l'immigration des personnes musulmanes. Elle est également la fondatrice du blog Fraud, Crooks, and Criminals.
Corcoran est proche du think tank islamophobe Center for Security Policy.

## Biographie
Ann Corcoran naît d'une mère allemande et d'un père irlandais. Elle grandit dans une petite ville du New Jersey avec des idéaux démocrates. Elle est titulaire d'une licence en biologie de la faune et de la flore sauvages de l'université Rutgers et d'un master en études environnementales de l'université Yale. De 1975 à 1980, elle travaille comme lobbyiste pour la Société nationale Audubon à Washington (district de Columbia). En 1985, elle achète une ferme avec son mari et se met à travailler bénévolement pour aider les chevaux des militaires et des policiers à la retraite.
Elle a quatre enfants, dont deux par adoption, qui sont d'origine vietnamienne. Sa fille adoptive est officière dans la US Navy.
Ann Corcoran fonde le blog Refugee Resettlement Watch en 2007 après l'installation de réfugiés près de chez elle. Sur son blog, elle critique vivement le programme de réinstallation des réfugiés aux États-Unis et s'oppose à l'immigration des personnes musulmanes. Elle y présente les réfugiés comme un fardeau pour le filet social américain et une menace pour la culture américaine. En avril 2016, le blog compte plus de 7 000 articles,,. Elle est également la fondatrice du blog Fraud, Crooks, and Criminals.
En avril 2015, elle produit une vidéo pour le think tank islamophobe Center for Security Policy, proche de l'administration Trump. La vidéo atteint près de 3 millions de vues en février 2017. En mai 2015, Corcoran s'exprime lors d'un événement organisé par le président du Center for Security Policy Frank Gaffney. Elle collabore également fréquemment avec US Inc, dirigé par le militant anti-immigration John Tanton. Elle contribue par ailleurs à sa revue Social Contract.
Son blog Refugee Resettlement Watch est retiré des serveurs de WordPress en 2019 pour violation de ses conditions de service.

## Positions
The World la décrit comme conservatrice. Vox la décrit comme raciste et anti-musulmans.
Elle affirme que les réfugiés sont installés aux États-Unis grâce à des fonds publics dans un complot musulman d'infiltration, de « colonisation » et de promotion de l'islam. Elle craint que la charia soit appliquée aux États-Unis,.
Dans son livre Refugee Resettlement and the Hijra to America, publié en avril 2015 par le Center for Security Policy, elle prétend que le concept islamique de hijra (migration) serait une forme de djihad pour prendre le contrôle de l'Occident.
Corcoran critique ce qu'elle perçoit comme un manque de transparence dans le processus de réinstallation des réfugiés et le coût financier pour les contribuables. Elle s'oppose à l'implication du gouvernement dans le processus de réinstallation et préconise que cette tâche soit effectuée par des organisations caritatives privées.
Lors de l'élection présidentielle de 2016, Corcoran exprime son soutien à Donald Trump.

## Critiques
Aric Putnam, professeur de communication, décrit les opinions d'Ann Corcoran comme déconnectées de la réalité. Selon lui, ses théories du complot sur l'infiltration des réfugiés aux États-Unis reposent sur la peur et la nostalgie plutôt que sur des faits, et ses arguments s'appuient sur la peur des Américains à l'égard de la bureaucratie.
Le Southern Poverty Law Center estime que « le blog de Corcoran, qui se concentre sur [la question des réfugiés], a de plus en plus attiré à la fois les groupes anti-musulmans et anti-immigrés qui voient son travail comme une partie cruciale de leur agenda ».
Selon la Bridge Initiative, un projet de recherche sur l'islamophobie conduit par l'université de Georgetown, ses blogs amplifient tous deux la rhétorique anti-réfugiés.